# Mike Bales
Michael Raymond „Mike“ Bales (* 6. August 1971 in Prince Albert, Saskatchewan) ist ein ehemaliger kanadischer Eishockeytorwart, der in der National Hockey League für die Boston Bruins und die Ottawa Senators spielte. Seit Juni 2019 ist er als Assistenztrainer bei den Buffalo Sabres tätig.

## Karriere

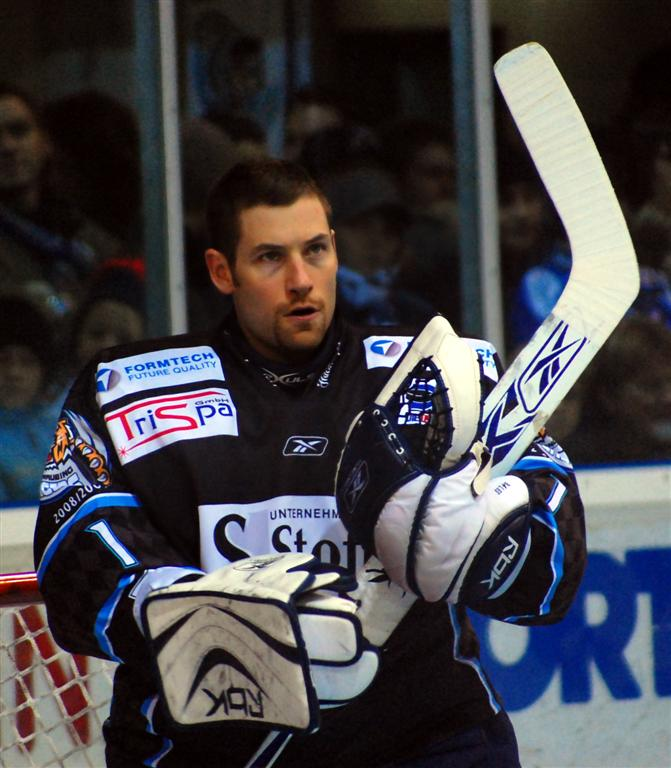
Mike Bales im Trikot der Straubing Tigers

Bales wurde beim NHL Entry Draft 1990 von den Boston Bruins in Runde 5 an 105. Stelle gezogen. In Boston konnte der Torhüter sich allerdings nur in einem NHL-Spiel beweisen, daher verließ er die Bruins-Organisation nach der Saison 1993/94. Nach seinem Wechsel zu den Ottawa Senators brachte es Bales in drei Jahren auf weitere 22 Einsätze in der NHL, die meiste Zeit verbrachte er jedoch beim Farmteam der Senators auf Prince Edward Island. Bis 2001 spielte der Kanadier in Nordamerika bei den Farmteams der Buffalo Sabres (1997/98) und Dallas Stars (1998–2001) in der American Hockey League bzw. der International Hockey League, wechselte dann aber zu den Belfast Giants in die britische Elite Ice Hockey League. Zur Saison 2002/03 wurde der 1,85 m große Goalie vom ERC Ingolstadt verpflichtet. Nach einem Jahr in Schweden bei Leksands IF stieß er in der Saison 2004/05 zum deutschen Zweitligisten Straubing Tigers.
Dabei wurde Bales in seiner ersten Saison bei den Tigers gleich Vizemeister der 2. Bundesliga. Ein Jahr später schaffte der Torwart mit der Mannschaft die Meisterschaft und damit den Aufstieg in die Deutsche Eishockey Liga. Am 30. September 2005 gelang dem Kanadier in einer Partie der Straubing Tigers gegen die Landshut Cannibals kurz vor Spielende ein sogenanntes Empty Net Goal, eine absolute Seltenheit für einen Torhüter im Eishockey.
Bales, dessen Spitzname aufgrund seiner oft spektakulären Paraden auch „The Wall“ war, verlängerte im Dezember 2006 seinen Vertrag bei den Straubing Tigers um drei Jahre. Nach sechs Jahren in Straubing wurde sein Vertrag nach der Saison 2009/10 nicht mehr verlängert, und Bales verließ die Tigers. Im Januar 2011 wurde er von den Iserlohn Roosters verpflichtet, nachdem er rund zehn Monate vereinslos gewesen war. Mike Bales wurde von den Roosters als Standby-Torhüter unter Vertrag genommen, um bei einer möglichen Verletzung von Stammtorhüter Manny Legace aus Nordamerika anzureisen. Da Legace jedoch verletzungsfrei blieb, kam Bales nicht nach Iserlohn.
Im Juli 2011 wurde Bales als Torwarttrainer bei den Pittsburgh Penguins vorgestellt. In gleicher Funktion wechselte er zur Saison 2017/18 zu den Carolina Hurricanes. Im Juni 2019 wurde er anschließend als neuer Assistenztrainer von Ralph Krueger bei den Buffalo Sabres vorgestellt.

## Erfolge und Auszeichnungen
- 2002 All-Star-Game der britischen EIHL
- 2002 Bester Torwart der britischen EIHL
- 2005 Bester Torhüter der deutschen 2. Eishockey-Bundesliga